# 고창 화순 강화 고인돌 유적
고창 화순 강화 고인돌은 유네스코가 지정한 대한민국의 세계문화유산이다. 대한민국 전북특별자치도 고창군·전라남도 화순군·인천광역시 강화군 3개 지역에 나뉘어 위치해 있는 고인돌군(群)이다.

## 개요
한국의 고인돌은 거대한 바위를 이용해 만들어진 선사시대 거석기념물로 무덤의 일종이며, 고창, 화순, 강화 세 지역에 나뉘어 분포하고 있다. 한 지역에 수백 기 이상의 고인돌이 집중 분포하고 있으며, 형식의 다양성과 밀집도 면에서 세계적으로 유례를 찾기 어렵다. 이 세 지역의 고인돌은 고인돌 문화의 형성 과정과 함께 한국 청동기시대의 사회구조 및 동북아시아 선사시대의 문화 교류를 연구하는 데 매우 중요한 유산이다.

## 지정 목록

### 고창 고인돌 유적
전북 고창군에는 전북지역에 분포되어 있는 고인돌의 60%이상이 밀집되어 있는 것으로 파악되고 있는데, 그 수치는 대략 2,000여기에 달할 것으로 추정되고 있다. 특히 2000년 세계문화유산으로 등재된 고창군 죽림리 일원에는 500여기 이상의 고인돌이 밀집 분포되어 있어 단일구역상으로는 최대 밀집도를 보이고 있다. 고창군의 고인돌에 대해서는 그간 꾸준한 조사가 이루어져 개략적인 분포범위와 분포수가 파악된 바있다. 먼저 2003년에는 1,665기의 고인돌이 분포되어 있는 것으로 확인되었으며, 그 이후 2005년 고창군 문화유적분포지도에는 1,327기의 고인돌이 분포되어 있는 것으로 보고되었다. 2009년 지표조사에서는 모두 1,119기의 고인돌이 분포되어 있는 것으로 파악되었는데, 이는 지정문화재를 제외한 수치로 지정문화재를 포함할 경우 1,600기 내외의 고인돌이 분포되어 있는 것으로 볼 수 있다.
고창읍 죽림리 매산마을을 중심으로 죽림리, 봉덕리, 상갑리 일대에 동서로 약 1,764m 범위에 447기가 분포해 있다. 죽림리 고인돌은 해발 15~65m의 등고선을 따라 일정한 높이에 442기가 자리잡고 있으며, 도산리 지동마을에도 고인돌 5기가 남아 있다. 고창 고인돌 유적은 1990년에 사적 제391호로 지정되었으며 행정구역에 따라 상갑리·봉덕리, 죽림리, 도산리 3개 지역으로 나누고, 각 지역 내에 모여 있는 상태에 따라 상갑리,봉덕리는 4개 지구, 죽림리는 6개 지구로 구분된다.
고창 고인돌의 특징은 좁은 지역 안에서 440여기가 밀집되어 있다는 점이다. 고인돌의 형식은 탁자식·기반식·개석식과, 탁자식의 변형이라 할 수 있는 지상석곽형 등 다양한 형식이 있으며 채석장 유적도 발견되었다. 무덤방 안에서 부장 유물은 거의 발견되지 않았다.
- 고창 죽림리 지석묘군(사적 제391호) - 고창 아산면 죽림리 매산마을을 중심으로 약 1.8km에 이르는 야산 기슭에 440여 기의 고인돌이 무리를 지어있다. 기원전 400년∼500년 무렵 청동기시대 사람들의 집단무덤으로, 이 지역을 지배했던 족장들의 가족무덤인 듯 하다. 당시에 살았던 사람들은 낮은 야산과 농사 짓기 좋은 이 지역에 터를 잡았던 것으로 보인다. 바둑판 모양의 남방식, 탁자 모양의 북방식, 천장돌만 있는 개석식 등 우리나라에서 볼 수 있는 고인돌의 각종 형식을 갖추고 있어 고인돌의 발생과 성격을 아는데 매우 중요하다. 아산면 상갑리 일대 고인돌은 북방식 고인돌의 남쪽 한계선으로 학술적 가치가 높은 유적이다.[3]

### 화순 고인돌 유적
화순 고인돌군은 도곡면 효산리와 춘양면 대신리를 잇는 고개의 양계곡 일대에 분포하고 있다. 도곡면 효산리 일대에 분포한 고인돌은 지표조사를 통하여 총 980 여개의 석재 중 135기가 고인돌로 추정되며, 현재 상석의 하부가 매몰되어 있거나 도괴된 것 중 상석의 형태를 보이는 석재가 100여기 이상이 남아 있다. 효산리 고인돌은 노출되어 확실한 고인돌이거나 고인돌을 축조하기 위해 채석하여 옮겨온 것을 포함하면 적어도 250여기 이상이었을 것으로 추정된다. 춘양면 대신리 일대에 분포한 고인돌은 지표조사를 통하여 총 3,309 개의 석재 중 124기가 고인돌로 추정된다. 하부가 묻혀진 석재나 상석의 형태를 보이는 것이 적어도 200여기 이상이어서 원래 고인돌이거나 고인돌 상석으로 사용하기 위한 것은 300여기 이상이 었을 것으로 생각된다. 조사된 지석묘 중 지석이 있는 기반식 고인돌은 23기이다. 화순 고인돌군의 대표적인 특징은 좁은 지역 안에 596여기가 밀집되어 있고,국내최대 크기(무게)의 상석이 존재하는데, 춘양 대신리에 있는, 길이 7.3m, 폭 5.0m, 두께 4.0m의 지석묘는 무게가 280여톤에 이르며 도곡 효산리의 가장 큰 고인돌은 길이 5.3m, 폭 3.6m, 두께 3.0m로 100여톤 이상으로 추정된다. 그리고 주변에서 발견된 석사실과 상석 하에 노출된 석실 등이 있는 고인돌군이 있어 고인돌의 덮개돌 채석과정을 알 수 있고, 채석장 아래에 지석이 고인 기반식 지석묘 석실이 노출된 지석묘, 덮개돌이 없는 석실 등을 통해 고인돌의 축조 과정을 한 곳에서 볼 수 있다. 2000년 12월 2일 유네스코에서 고창, 강화 고인돌과 함께 세계유산 997호로 등록되었다.
- 화순 효산리와 대신리 지석묘군(사적 제410호) - 화순군 효산리 모산마을에서 월곡제, 춘양면 대신리로 넘어가는 보성재 양쪽 계곡 지역에 청동기시대의 바둑판식(남방식) 고인돌 596기가 분포하고 있다. 조사 결과 고인돌, 돌방무덤(석실분), 독무덤(옹관묘), 돌널무덤(석관묘), 널무덤(토광묘)을 확인하였고, 석기류, 토기류, 청동기류 치레거리(장신구) 등 다양한 유물이 출토되었다. 특히 주변의 암벽에서 고인돌의 덮개돌을 떼었던 흔적이 남아 있어, 고인돌을 만들었던 과정을 알 수 있게 해준다. 대신리 산 중턱에는 길이 7m, 높이 4m, 무게 약 200여 톤이나 되는 커다란 덮개돌이 있다. 이것은 현재까지 알려진 것 가운데 가장 큰 것이다. 주변의 자연 경관도 잘 보존되어 있어 한국 고대 문화와 생활상 비교·연구에 중요한 자료가 되는 유적이다.[5]
- 화순 벽송리 지석묘군(전라남도 기념물 제124호) - 전라남도 화순군 벽송리의 고인돌군은 보성강 상류 사평천의 평지에 분포하고 있는데, 하천을 따라 동서로 길게 열을 지어 20여 기의 바둑판식 고인돌이 있다. 규모는 2∼3m 정도의 것이 대부분이고 3m를 넘는 것도 3기나 있다. 이 중 가장 큰 것은 받침돌이 4개인 전형적인 바둑판식으로 길이는 3.4m, 너비 3.2m이며, 무리 중심부에 있는 대표적인 고인돌이다. 이런 고인돌은 무덤의 기능보다는 집단의 기념물이나 위력을 과시하는 상징적 의미가 크다. 이곳의 고인돌 중 ‘배바우’라고 부르는 것이 있는데, 길이 2.5m, 너비 1.9m의 덮개돌 아래 잘 다듬은 장대석 4매(원래 6매)로 무덤방을 만든 것으로 보인다. 보성강 상류에 있는 벽송리 고인돌은 영산강 상류에 분포한 고인돌과 서로 비교할 수 있는 중요한 유적이다.[6]

### 강화 고인돌 유적
강화 부근리, 삼거리, 오상리 등의 지역에 고려산 기슭을 따라 120여 기의 고인돌들이 분포해 있다. 표고 280m의 높은 곳까지 고인돌이 분포하고 있는 점이 특징이며 탁자식 고인돌이 주류를 이루고 있다. 화순·고창 고인돌과 달리 여러 지역에 흩어져 분포하고 있다. 강화도에는 한반도 고인돌을 대표하는 부근리지석묘(사적137호)를 비롯하여 많은 고인돌들이 발견되고 있으며, 고창과 화순 고인돌군과 함께 세계유네스코문화유산으로 등재되었다. 강화고인돌은 한강하구에 해당하는 고려산 북쪽편과 별립산에서 많이 분포하고 있다. 이들 고인돌들은 지금은 바다에서 먼곳에 위치하고 있지만, 오늘날 강화도의 들판은 대부분 간척을 통해 조성했기 때문에 실제로는 해안가 언덕에 조성한 무덤이라 할 수 있다. 강화도의 고인돌은 탁자식(북방식)과 바둑판식(남방식)이 섞여 있으며, 고인돌에서는 청동기시대 유물들이 출토되고 있다.
- 강화 부근리 지석묘(사적 제137호) - 부근리 고인돌군은 사적 제137호로 지정된 강화부근리 지석묘 주변, 해발 50m 내외의 낮은 구릉과 평지에 모두 16기의 고인돌이 분포하고 있다. 평지에는 사적 제 137호인 강화부근리 지석묘와 탁자식 고인돌의 고임돌로 추정되는 석재 하나가 세워져 있다. 여기서 북동쪽으로 약 300m 떨어진 솔밭에 덮개돌 밑에 고임돌이 없는 고인돌인 개석식 고인돌 3기가 축조되어 있으며, 사적 제 137호의 동쪽 낮은 구릉에는 탁자식 4기와 개석식 고인돌 4기가 분포하고 있다.[8]
- 강화 내가 오상리 고인돌(인천광역시 기념물 제16호) - 이지역의 고인돌을 2000년 선문대학교 고고연구소에서 발굴하고 현재 인천시 기념물 제16호로 지정된 고인돌을 중심으로 주변에 10기의 고인돌을 복원하였다. 이 고인돌의 크기는 길이 335cm로 큰 편이며, 돌방(石室)은 돌널형태로 바닥은 맨바닥을 그대로 사용하였다. 2000년 발굴 당시 석기류는 간돌칼〔磨製石劍〕, 돌화살촉〔石鏃〕, 바퀴날도끼〔環狀石斧〕, 반달돌칼〔半月形石刀〕, 돌자귀〔石手斧〕, 갈판〔耉石〕등 비교적 다양하게 출토되었다. 토기는 민무늬토기〔無文土器〕와 붉은간토기〔丹塗磨硏土器〕, 그리고 팽이모양토기〔角形土器〕편 등이 출토되었다.[9]
- 강화 대산리 지석묘(인천광역시 기념물 제31호) - . 대산리 고인돌은 고려산의 동쪽 봉우리인 북산의 북쪽 능선의 맨 마지막 자락에 있다. 해발 약 20m 위치의 평평한 대지 위에 약간의 흙과 자갈을 돋우고 그 위에 고임돌이 무너진 상태에서 덮개돌이 내려앉아 있다. 고인돌무덤은 오른쪽의 크기가 길이 2.40m, 너비 1.50m, 높이 0.45m이다. 왼쪽의 크기는 길이 1.60m, 너비 1.30m, 높이 0.30m이다. 덮개돌의 크기는 길이 3.68m, 너비 2.60m, 두께 0.50m이다. 덮개돌 밑으로 마감돌로 보이는 판석이 흙과 자갈에 묻혀 있다. 덮개돌의 석질은 흑운모편마암으로 상태는 비교적 양호한 편이다.[10]
- 강화 부근리 점골 고인돌(인천광역시 기념물 제32호) - . 이 고인돌은 강화읍에서 48번 국도를 따라 인화리 방면으로 가다 송해면과 하점면 경계지점을 지나 부근리-망월간 도로의 중간지점으로 고려산 북쪽에서 흘러내린 주능선의 끝자락에 있는 해발 15m 정도의 낮은 지대의 밭에 위치해 있다. 고임돌이 기울어져 무너져 내린 것을 현재는 원형 그대로 복원되어 있다. 동서방향의 고인돌을 바로 세우고 그 위에 거대한 덮개돌을 올려 전형적인 탁자식 고인돌의 모습을 갖추고 있으며 북쪽 방향에는 마감돌이 유실되지 않고 보존되어 있어 점골 고인돌은 물론 강화지역에 분포한 고인돌의 구조와 형태를 파악하는데 귀중한 고인돌 유적이다. - 이 고인돌은 강화읍에서 48번 국도를 따라 인화리 방면으로 가다 송해면과 하점면 경계지점을 지나 부근리-망월간 도로의 중간지점으로 고려산 북쪽에서 흘러내린 주능선의 끝자락에 있는 해발 15m 정도의 낮은 지대의 밭에 위치해 있다. 고임돌이 기울어져 무너져 내린 것을 현재는 원형 그대로 복원되어 있다. 동서방향의 고인돌을 바로 세우고 그 위에 거대한 덮개돌을 올려 전형적인 탁자식 고인돌의 모습을 갖추고 있으며 북쪽 방향에는 마감돌이 유실되지 않고 보존되어 있어 점골 고인돌은 물론 강화지역에 분포한 고인돌의 구조와 형태를 파악하는데 귀중한 고인돌 유적이다.[11]

## 같이 보기
- 한국의 역사